# Lavender Fields
Lavender Fields es una serie de televisión filipina producida por Dreamscape Entertainment y emitida por Kapamilya Channel desde el 2 de septiembre de 2024. Está protagonizada por Jodi Sta. Maria, Janine Gutierrez y Jericho Rosales.

## Trama
Jasmin disfrutaba de una vida idílica en su pueblo natal de montaña, pero un encuentro con un hombre misterioso vinculado a un imperio criminal le arrebató todo. Ahora busca venganza con una nueva identidad.

## Elenco

### Principales
- Jodi Sta. Maria como Lavender Fields / Jasmin Flores[2]
- Janine Gutierrez as Iris Buenavidez[3]
- Jericho Rosales como Tyrone de Vera / Arthur Pelaez[4]
- Jolina Magdangal como Lily Atienza[5]
- Maricel Soriano como Aster Fields[6]
- Albert Martinez como Elizandro "Zandro" Fernandez[6]
- Edu Manzano como Vittorio "Vitto" Buenavidez[6]
- Jana Agoncillo como Mirasol "Mira" Gallego[7]
- Krystal Mejes como Myrtle Hidalgo[7]
- Miguel Vergara como John Paul "JP" Madrigal[7]
- Marc Santiago como Gio Albano[7]

### Recurrentes
- Victor Neri como Maximo "Max" Albano
- Bernard Palanca como Harry Hidalgo
- Soliman Cruz como jefe Benjamin Esteban
- Thou Reyes como Jethro Fernandez
- Biboy Ramirez como Lance Atienza
- Race Matias como Eric Pascual
- Justine Luzares como Patrick Madrigal
- Pamu Pamorada como Petunia Hidalgo
- Alex Diaz como Ian
- Eric Nicolas como Berting
- Benj Manalo como Tommy
- Cheena Crab como Dahlia Esteban
- Kate Alejandrino como Marigold Fields-Gallego
- Analain Salvador como Heather Buenavidez
- Jonic Magno como Rod Corpuz
- Yesh Burce como Lydia Albano
- Janell Gonzaga como Camila Atienza
- Mira Lumbayan como Rose Hidalgo
- Natalia Espejo como Angel Albano / Belle Flores

### Invitados especiales
- Lotlot de Leon como Rosita Flores
- Roxanne Guinoo como Ivy Fernandez[8]
- Markus Paterson como Freddie Valderama
- Louise Abuel como Carlo Fernandez
- Marela Torre como Stephanie Jacinto
- Archi Adamos como Fernan

## Producción
El 4 de junio de 2024, Dreamscape Entertainment anunció Lavender Fields, con Jodi Sta. Maria elegida para el papel principal.
ABS-CBN comenzó a revelar a cada uno de los miembros del elenco cada semana, seguido de una entrevista de MJ Felipe.
También se llevaron a cabo una serie de eventos como la sesión de anuncios, la lectura del guion y la prueba de apariencia, en los que se revelaron más miembros del elenco. También se compartió un detrás de escena de esos eventos a través del canal de YouTube de ABS-CBN Entertainment.
El tráiler oficial de la serie se lanzó el 6 de agosto de 2024.

## Música
La canción temática oficial de la serie es "Maskara", interpretada por Regine Velasquez y Ogie Alcasid.

## Fecha de lanzamiento
Lavender Fields se estrenó en Netflix el 30 de agosto de 2024 y en iWantTFC el 31 de agosto, antes de estrenarse en plataformas de televisión abierta el 2 de septiembre. La serie consta de 100 episodios.